# Passione nel deserto
Passione nel deserto (Passion in the Desert) è un film statunitense del 1997 diretto da Lavinia Currier.
Il film su un racconto di Honoré de Balzac.